# Velika nagrada Rafaele 1950
Velika nagrada Rafaele 1950 je bila dvaindvajseta in zadnja neprvenstvena dirka Formule 1 v sezoni 1950. Odvijala se je 24. decembra 1950 na dirkališču  Rafaela v Santa Feju.

## Dirka
| Poz | Dirkač                | Moštvo    | Dirkalnik         | Krogi | Čas/Odstop |
| --- | --------------------- | --------- | ----------------- | ----- | ---------- |
| 1   | Juan Manuel Fangio    | Privatnik | Talbot-Lago T26C  | 92    | 4:32:37.2  |
| 2   | Louis Rosier          | Privatnik | Talbot-Lago T26C  | 92    | + 1:22.6   |
| 3   | Luis Brosutti         | Privatnik | Mercedes-Benz SSK | 84    | +8 krogov  |
| 4   | Gabriel Sagreras      | Privatnik | Reo               | 79    | +13 krogov |
| 5   | Otelo Ziti            | Privatnik | Plymouth          | 78    | +14 krogov |
| 6   | Mario Sessarego       | Privatnik | Cadillac spec.    | 73    | +19 krogov |
| Ods | José Froilán González | Privatnik | Talbot-Lago T26C  | 28    | Vžig       |